# Сантьяго Альба Ріко
Сантьяго Альба Ріко (нар. 1960) — іспанський публіцист і філософ, тривалий час жив у Тунісі.

## Біографія
Народився в Мадриді 1960 року в сім'ї журналістки, продюсерки та сценаристки Лоло Ріко, його сестра — письменниця Ізабель Альба Ріко. Він також є правнуком політика Сантьяго Альби Боніфаса і дядьком Нагуа Альби, колишнього депутата Конгресу від Подемос.
Альба отримав ступінь ліценціата з філософії в Мадридському університеті Комплутенсе. Він приєднався до знімальної групи TVE для дитячого шоу La bola de cristal (створеного його матір'ю) як сценарист (1984–1988), представляючи контент із марксистської точки зору. Переїхав до Каїра в 1991 році, а потім до Тунісу в 1998 році. Працював перекладачем з арабської на іспанську. Сантьяго Альба Ріко виступав проти правління Муаммара Каддафі та Башара Асада в контексті лівійського та сирійського конфліктів.
Під час загальних виборів 2015 року Подемос висунули Сантьяго Альбу Ріко як свого кандидата в Сенат у виборчому окрузі провінції Авіла (він володіє резиденцією в П'єдралавес), але він не зміг здобути місце.

## Праці
- (1992). ¡Viva el mal! ¡Viva el capital!
- (1995). Las reglas del caos. Apuntes para una antropología del mercado
- (1999). El mundo incompleto. Un cuento sobre la creación y los autores
- (2001). ¡Viva la CIA! ¡Viva la Economía!
- (2001). La ciudad intangible. Ensayo sobre el fin del neolítico
- (2003). Torres más altas
- (2003). Galería de gente victoriosa: relatos y artículos sobre Irak
- (2006). Vendrá la realidad y nos encontrará dormidos. Partes de guerra y prosas de resistencia
- (2007). Leer con niños
- (2015). Islamofobia: nosotros, los otros, el miedo. Barcelona: Icaria
- (2021). España. Madrid: Lengua de Trapo

### Переклади українською
- Сирія, геополітика і ліві // Спільне, 17.12.2024